# Чезаре Канту
Чезаре Канту (італ. Cesare Cantù) — італійський вчений-історик, політик, письменник.

## Життєпис
Привернув до себе увагу віршем «Algiso e la lega lombarda» (1828) та «Storia della città e degli diocesi di Como» (Комо, 1829).
Особливої популярності набув нарисом «La Lombardia» (Мілан, 1832), що був патріотичним коментарем до «Заручених» Алессандро Мандзоні. За цей твір заплатив 13-місячним тюремним ув'язненням. В історичному романі «Margherita Pusterla» (Мілан 1837) зобразив душевні муки, що пережив у в'язниці. Молитва, вкладена ним в уста дитини, що закінчується благанням за батьківщину, стала в Італії народною.
Твори його для юнацтва та народу витримали десятки видань: «Letture giovanili», «Il giovinetto dirizzato alia bontà», «Il galantuomo», «Buon seuso e buon cuore» тощо.
У 1859—61 роках був депутатом парламенту. Працював директором ломбардського архіву.
Загальноєвропейську популярність принесла йому «Storia universale» , у 35 т., (Турин, 1837 і наступні роки), укладена, головним чином, за підставі німецьких та французьких джерел, що витримала багато видань і в оригіналі, і в перекладах англійською, французькою, німецькою, іспанською, угорською та польською.